# Microsporidiosis
La microsporidiosis es una infección intestinal oportunista que causa diarrea y emaciación principalmente en individuos inmunocomprometidos (VIH, por ejemplo). Es el resultado de diferentes especies de microsporidios, un grupo de hongos reducidos por el parasitismo que han perdido las mitocondrias. Las causas principales son las especies Enterocytozoon bieneusi y Encephalitozoon intestinalis.
En las personas infectadas por VIH, la microsporidiosis generalmente ocurre cuando el recuento de células T CD4 + cae por debajo de 150.

## Ciclo infectivo

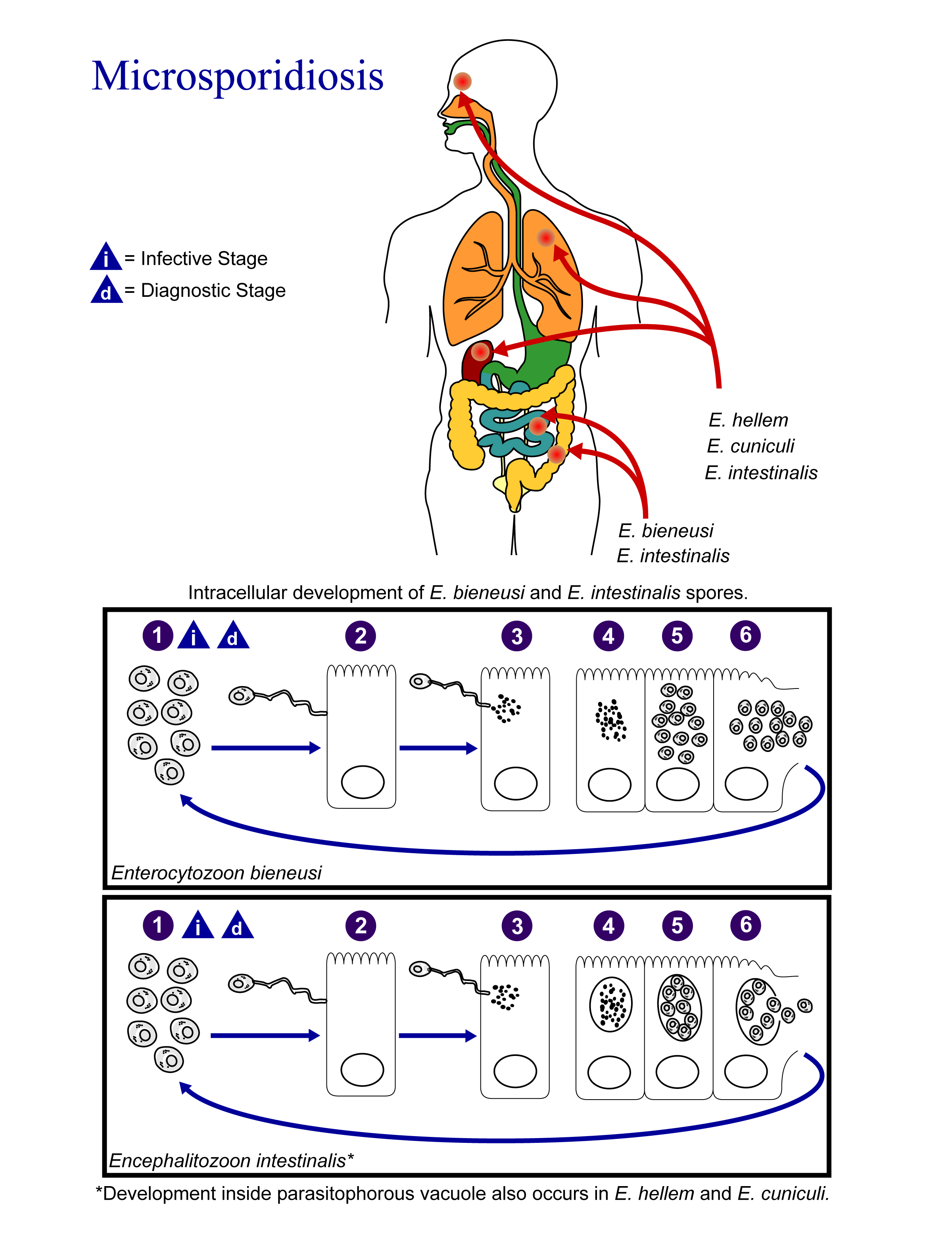
Ciclo infectivo de la microsporidiosis.

- 1) La forma infecciosa de los microsporidios es la espora resistente y puede sobrevivir durante un período prolongado de tiempo en el medio ambiente.
- 2) La espora extruye su tubo polar e infecta a la célula huésped.
- 3) La espora inyecta el esporoplasma infeccioso en la célula huésped eucariota a través del túbulo polar.
- 4) Dentro de la célula, el esporoplasma sufre una multiplicación extensa ya sea por merogonía (fisión binaria) o esquizogonia (fisión múltiple).
- 5) Este desarrollo puede ocurrir en contacto directo con el citoplasma de la célula huésped (E. bieneusi) o dentro de una vacuola llamada vacuola parasitófora (E. intestinalis). Ya sea libre en el citoplasma o dentro de una vacuola parasitófora, los microsporidios se desarrollan por esporogonía a esporas maduras.
- 6) Durante la esporogonía, se forma una pared gruesa alrededor de la espora, que proporciona resistencia a condiciones ambientales adversas. Cuando las esporas aumentan en número y llenan completamente el citoplasma de la célula huésped, la membrana celular se rompe y libera las esporas al entorno.
- 7) Estas esporas maduras libres pueden infectar nuevas células continuando así el ciclo.

## Diagnótico y tratamiento
La mejor opción para el diagnóstico es mediante PCR. Para el tratamiento. Se ha utilizado fumagilina. Otro agente utilizado es el albendazol.

## Clasificación
Aunque se clasifica como una enfermedad protozoaria en la CIE-10, los análisis moleculares recientes han resuelto la ubicación filogenética de los microsporidios dentro los hongos y algunas fuentes clasifican la microsporidiosis como una micosis. Especialmente los microsporidios son el grupo hermano de Rozellomycetes, un grupo de hongos parasitarios basales que juntos conforman la división Rozellomycota.

## Especies
Se han reconocido al menos 15 especies de microsporidios como patógenos humanos, distribuidas en nueve géneros:
- Anncaliia
  - A. algerae, A. connori, A. vesicularum
- Encephalitozoon
  - E. cuniculi, E. hellem, E. intestinalis
- Enterocytozoon
  - E. bieneusi
- Microsporidium
  - M. ceylonensis, M. africanum
- Nosema
  - N. ocularum
- Pleistophora  sp.
- Trachipleistophora
  - T. hominis, T. anthropophthera
- Vittaforma
  - V. corneae.
- Tubulinosema
  - T. acridophagus